# Ohne Gewehr – Leben nach dem Biathlon
Ohne Gewehr – Leben nach dem Biathlon ist eine Dokufernsehreihe der Autoren Christoph Nahr und Boris Poscharsky für die ARD mit Moderator Michael Antwerpes.

## Inhalt
Der deutsche Sportreporter Michael Antwerpes besucht in diesem Format ehemalige Biathleten in ihrer Heimat. In den Dokumentationen wird das Leben der Sportler nach dem Beenden des aktiven Leistungssports porträtiert.

## Folgen
| Nr. | Name                    | Erstausstrahlung  |
| --- | ----------------------- | ----------------- |
| 1   | Andrea Henkel           | 30. Dezember 2017 |
| 2   | Andreas Birnbacher      | 30. Dezember 2017 |
| 3   | Uschi Disl              | 30. Dezember 2017 |
| 4   | Magdalena Forsberg      | 1. Januar 2019    |
| 5   | Fritz Fischer           | 1. Januar 2019    |
| 6   | Evi Sachenbacher-Stehle | 1. Januar 2019    |
| 7   | Michael Rösch           | 28. Dezember 2019 |
| 8   | Marie Dorin-Habert      | 28. Dezember 2019 |
| 9   | Frank Luck              | 28. Dezember 2019 |
| 10  | Peter Sendel            | 2. Januar 2021    |
| 11  | Miriam Neureuther       | 2. Januar 2021    |
| 12  | Simone Hauswald         | 2. Januar 2021    |
| 13  | Katrin Apel             | 22. Dezember 2021 |
| 14  | Christoph Sumann        | 22. Dezember 2021 |
| 15  | Raphaël Poirée          | 22. Dezember 2021 |
| 16  | Magdalena Neuner        | 1. Januar 2023    |
| 17  | Tora Berger             | 1. Januar 2023    |
| 18  | Michael Greis           | 1. Januar 2023    |
| 19  | Kati Wilhelm            | 22. Dezember 2023 |
| 20  | Simon Schempp           | 22. Dezember 2023 |
| 21  | Kaisa Mäkäräinen        | 22. Dezember 2023 |
| 22  | Frank Ullrich           | 24. Januar 2025   |
| 23  | Marte Olsbu Røiseland   | 24. Januar 2025   |
| 24  | Daniel Böhm             | 24. Januar 2025   |

## Veröffentlichung
Der erste Dokumentationsfilm wurde am 30. Dezember 2017 veröffentlicht. Bis auf die Jahre 2018, 2020 und 2022 wurde bisher jedes Jahr mindestens jeweils ein Film gezeigt. Die einzelnen Filme werden im laufenden Wintersportprogramm gesendet und dazu in der Mediathek veröffentlicht.